# Stéphan Caron
Stéphan Caron, född 1 juli 1966 i Rouen, är en fransk före detta simmare.
Caron blev olympisk bronsmedaljör på 100 meter frisim vid sommarspelen 1988 i Seoul.